# Amici un cazzo
Amici un cazzo è uno street video estratto dall'album Il ritorno di Space One.
Il brano segna la reunion della Spaghetti Funk, il brano è in collaborazione con J-Ax, Thema, Grido, THG e Dj Zak.

## Caratteristiche del brano
Il brano è cantato dai quattro rapper, in ordine, Space One, J-Ax, Grido e Thema.

## Tema della canzone
Il brano parla del fatto che anche se i rapper sono diventati famosi, questi non si aggrappano a falsi amici o a donne che ambiscono alla loro notorietà come fanno molti altri colleghi.